# Waldehuset

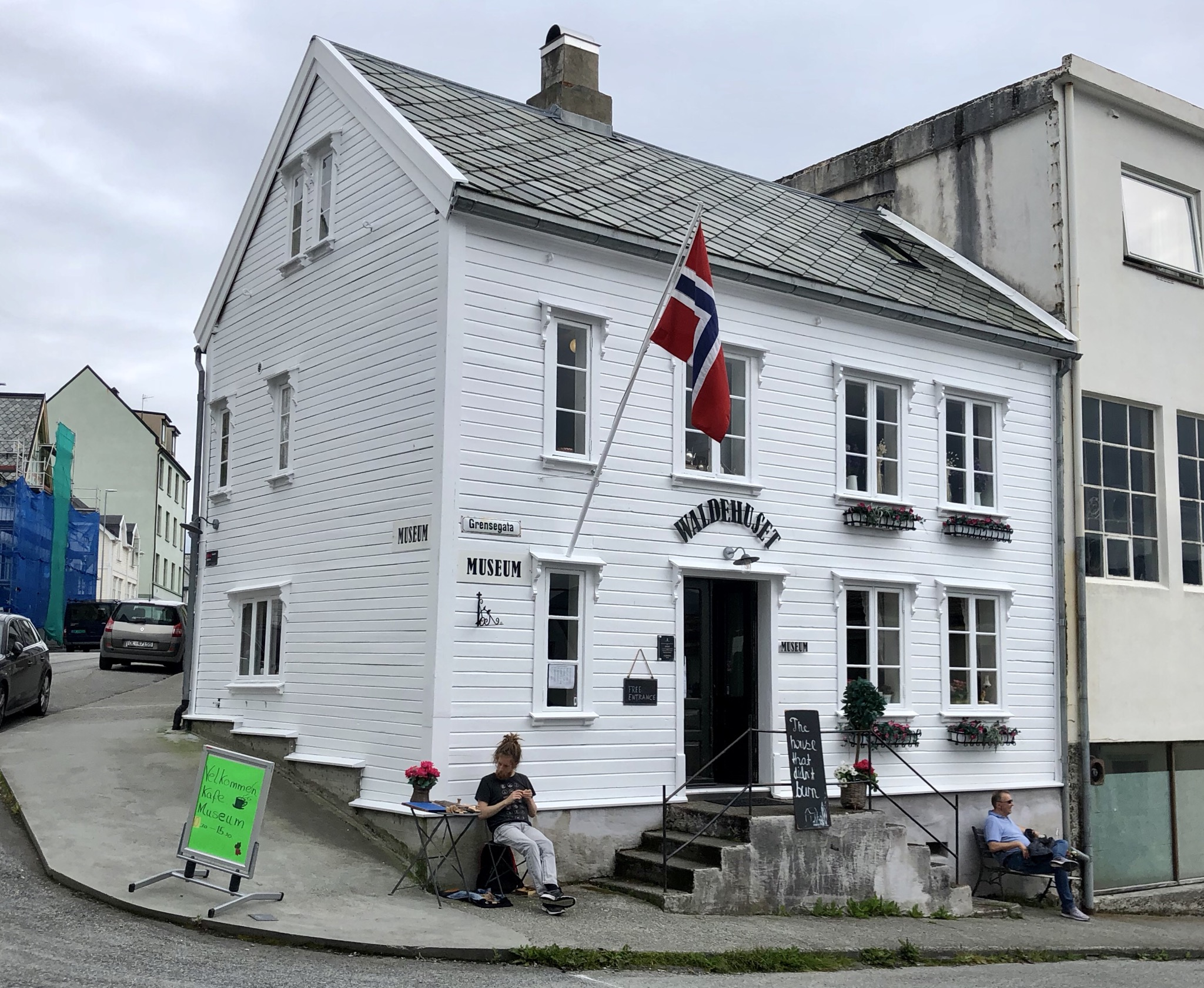
Waldehuset, 2019

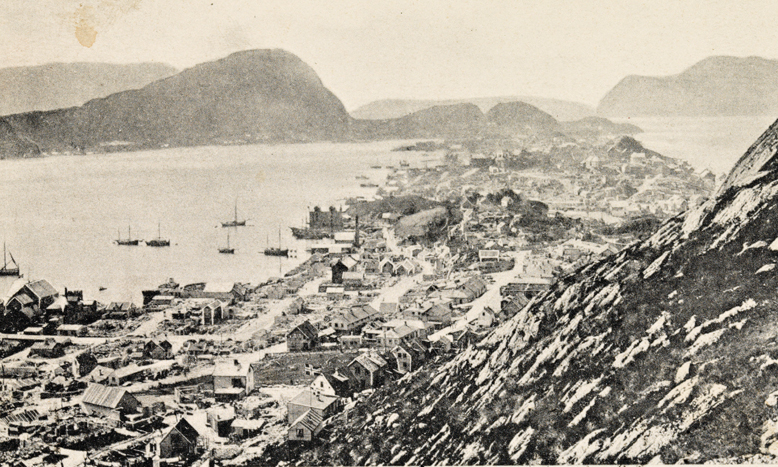
Blick von Osten auf das durch den Brand zerstörte Ålesund im Jahr 1904, links unten: Blick auf die Rückseite des unbeschädigten Waldehuset

Das Waldehuset ist ein als Museum ausgewiesenes historisches Holzhaus in der norwegischen Stadt Ålesund. Es ist bekannt, da es den verheerenden Stadtbrand von Ålesund im Jahr 1904 überstand.
Das Gebäude befindet sich im östlichen Teil der Ålesunder Innenstadt auf der Insel Nørvøy in einer Ecklage an der Einmündung der Fjellgata auf die Grensegata an der Adresse Fjellgata 2.

## Architektur und Geschichte
Das zweigeschossige weiße Haus wurde im Jahr 1871 errichtet, wobei als Baumaterial vermutlich Holz aus einer um 1720 auf einer anderen Seite des Fjords gebauten Hütte diente. Die nach Westen zur Grensegata ausgerichtete Fassade ist vierachsig ausgeführt. 1895 erwarb Knut Walde das Haus. Die Familie Walde blieb über mehr als 100 Jahre Eigentümer des Waldehusets, worauf der Name des Gebäudes zurückgeht. In der Zeit um 1904 lebten 16 Menschen im Haus. Zwei Familien der Familie Walde lebten dabei im ersten und zweiten Geschoss, während in den Zimmern des Dachbodens zum einen zwei ältere Schwestern zum anderen das Ehepaar Anders und Inger Nor lebten.
In der Nacht vom 22. auf den 23. Januar 1904 brach in Ålesund ein Feuer aus, dem weite Teile der Stadt zum Opfer fielen. Auch in der Umgebung des Waldehuset wütete das Feuer, wobei das Gebäude jedoch unbeschädigt blieb.
Das Waldehuset blieb auch in der Folgezeit im Besitz der Familie Walde, stand dann jedoch ab dem Ende der 1990er Jahre leer und verfiel. Es gab Überlegungen zum Abriss des baufälligen Gebäudes. 2012 erwarb Anders Pederson das Waldehuset und spendete es der pfingstkirchlichen Gemeinde Pinsekirka Filadelfia. Die Kirchengemeinde renovierte das Gebäude und richtete ein Café ein und unterhält ein eintrittsfreies Museum. Dabei wird von der Pfingstgemeinde die Tatsache, dass das Waldehuset den Stadtbrand von 1904 unversehrt überstand, als religiöses Wunder eingeschätzt und das Gebäude als Wunderhaus dargestellt.

## Legende
Um die Ereignisse des Stadtbrands von 1904 rankt sich dabei eine Legende. Danach erschien dem im Dachgeschoss wohnenden tiefgläubigen Christen Anders Nor am Mittag des 22. Januar 1904, seinem 69. Geburtstag, ein Engel. Der habe verkündet, dass Ålesund wegen der dort begangenen Sünden in der kommenden Nacht niederbrennen werde. Das Waldehuset und alles was darin sei, werde jedoch verschont. Anders habe dieses Ereignis seiner Ehefrau und den weiteren Bewohnern geschildert, die ihm jedoch nicht glaubten. Als das Feuer sich dann tatsächlich dem Haus näherte, verließen alle Bewohner bis auf Anders Nor das Waldehuset. Bis auf ein Bett und einen Stuhl wurden auch alle Einrichtungsgegenstände entfernt. Während alle evakuierten Gegenstände verbrannten, blieb das Haus völlig unbeschädigt – denn es wurde über längere Zeit hinweg mit Wasser bespritzt, um Nor zu retten, der sich weigerte, das Haus zu verlassen. Nor verstarb zehn Jahre später am 22. Januar 1914.
Die Pfingstgemeinde betrachtet die Legende als Wunder und bringt es in Zusammenhang mit einem 1884 erfolgten Besuch eines schwedisch-amerikanischen Predigers Frederick Franson in Ålesund. Er wurde gemeinsam mit seinem Freund Louis Ellingsen von den Bewohnern aus der Stadt getrieben und soll daraufhin die Vertreibung der Menschen aus Ålesund prophezeit haben.